# Chaunacops
Chaunacops là một chi cá trong họ Chaunacidae.

## Các loài
- Chaunacops coloratus
- Chaunacops melanostomus
- Chaunacops roseus